# S/S Oihonna

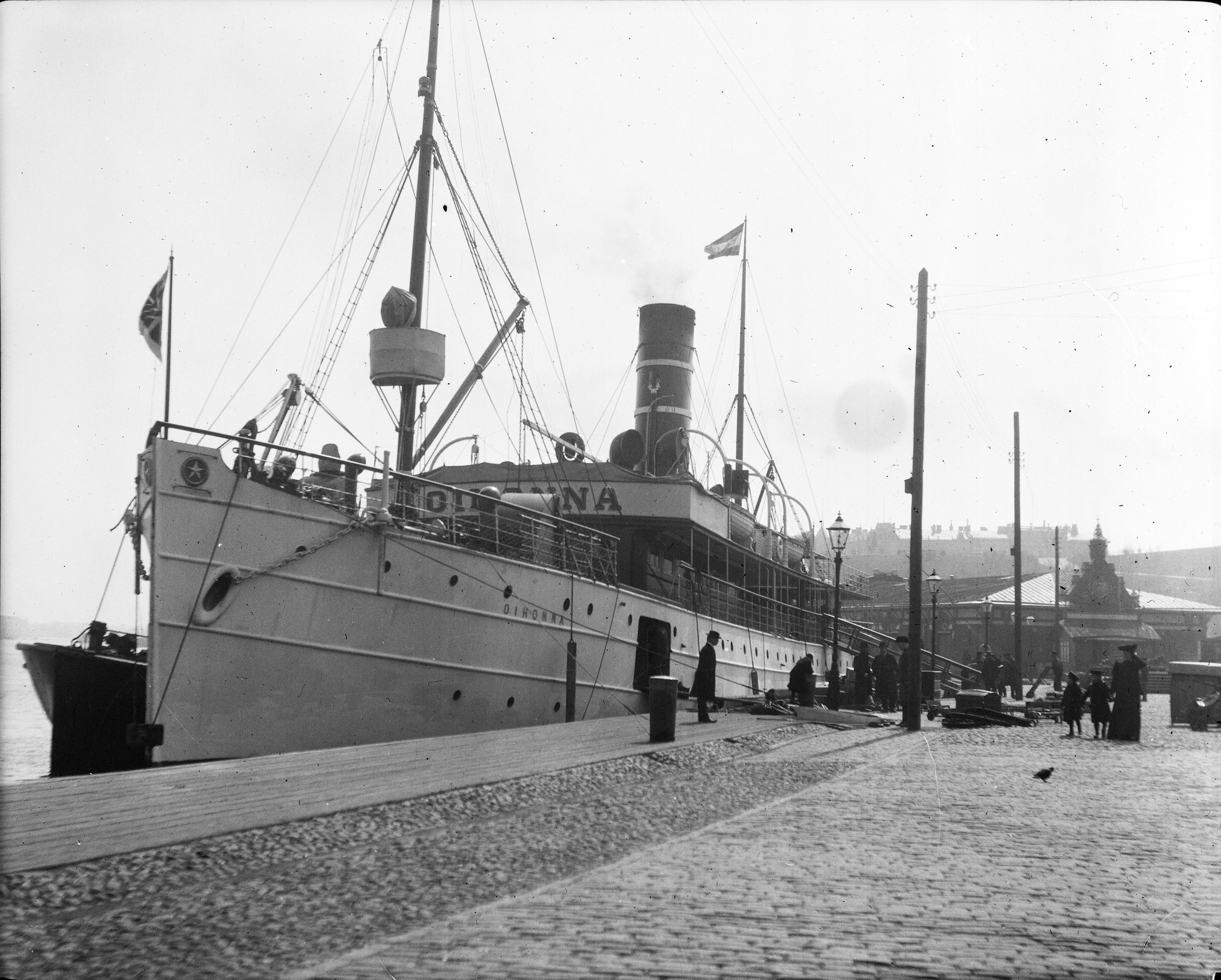
S/S Oihonna.

S/S Oihonna var ett finländskt passagerarångfartyg.
Fartyget (längd 64 meter, 1 072 bruttoregisterton, 96 hyttplatser), byggdes 1898 i Dundee på order av Finska Ångfartygs Ab och var i trafik 1898–1959. Fram till första världskriget trafikerade det vintertid på rutten Stockholm–Åbo och sommartid Stockholm–Helsingfors–Sankt Petersburg. Det gick till historien första gången i april 1906, då det med Josef Stalin ombord körde på grund efter avfärd från Hangö på väg till Stockholm, varefter passagerarna nödgades byta till annat fartyg.
Under första världskriget trafikerade S/S Oihonna mellan Finland och Sverige på Bottenviken och under 1920- och 1930-talen utvidgades rutten efter Stockholm till Stettin och Lübeck. År 1944 övertogs fartyget av kontrollkommissionen, som använde den för inkvarteringsändamål i Helsingfors. Fartyget återbördades till Finska Ångfartygs Ab 1948, varefter det efter renovering sattes i trafik på linjen Åbo–Stockholm. År 1954 placerades det in på den nya linjen Helsingfors–Travemünde, på vilken det gick i trafik till 1959, varefter det skrotades 1960.